# Danica Radenković
Danica Radenković est une joueuse de volley-ball serbe née le 9 octobre 1992 à Niš. Elle mesure 1,84 m et joue au poste de passeuse. Elle totalise 53 sélections en équipe de Serbie.

## Clubs
| Club                  | De        | À         |
| --------------------- | --------- | --------- |
| OK Tent               | 2007-2008 | 2008-2009 |
| VK Klek Zrenjanin     | 2009-2010 | 2009-2010 |
| ŽOK Spartak           | 2010-2011 | 2011-2012 |
| River Volley Piacenza | 2012-2013 | 2012-2013 |
| Schweriner SC         | 2013-2014 | 2013-2014 |
| Muszynianka Muszyna   | 2014-2015 | 2014-2015 |
| Atom Trefl Sopot      | 2015-2016 | 2015-2016 |
| Azerrail Bakou        | 2016-2017 | 2016-2017 |
| MKS Muszyna           | 2017-2018 | 2017-2018 |
| VBC Casalmaggiore     | 2018-2019 | 2018-2019 |
| VK Altaï              | 2019-2020 | …         |

## Palmarès

### Équipe nationale
- Championnat d'Europe des moins de 18 ans
  - Finaliste : 2009.
- Championnat du monde des moins de 18 ans
  - Finaliste : 2009.
- Championnat d'Europe des moins de 20 ans
  - Finaliste : 2010.

### Clubs
- Challenge Cup
  - Finaliste : 2013.
- Championnat de Serbie
  - Finaliste : 2012.
- Championnat d'Italie
  - Vainqueur : 2013.
- Coupe d'Italie
  - Vainqueur : 2013.
- Championnat de Pologne
  - Finaliste : 2016.
- Coupe de Pologne
  - Finaliste : 2016.
- Supercoupe de Pologne
  - Finaliste : 2014, 2015.
- Championnat du Kazakhstan
  - Finaliste : 2020.
- Coupe du Kazakhstan
  - Vainqueur : 2019.
- Supercoupe du Kazakhstan
  - Finaliste : 2019.

### Distinctions individuelles
- Championnat du monde de volley-ball féminin des moins de 18 ans 2009: Meilleure passeuse.
- Championnat d'Europe féminin de volley-ball des moins de 20 ans 2010: Meilleure passeuse.